# Échion (peintre)
Échion (grec ancien : Έχίων), également connu sous le nom d'Aetion, est un peintre grec de l'Antiquité.

## Évocation chez les écrivains de l'Antiquité
Pline l'Ancien cite le nom d'un peintre nommé Échion vivant pendant la 107e olympiade, c’est-à-dire vers 350 av. J.-C., dont les tableaux se vendaient très cher. Comme Apelle, Mélanthius et Nicomaque, il les composait avec quatre couleurs seulement : le blanc, le jaune, le rouge et le noir. Pline cite cinq œuvres d'Échion : Bacchus, la Tragédie et la Comédie, Sémiramis arrivant du rang d’esclave au trône, Une vieille femme portant des lampes et Une jeune mariée remarquable par sa pudeur.
Lucien de Samosate évoque également un peintre nommé Aétion mais qui, lui, aurait vécu à son époque, c’est-à-dire le IIe siècle, ou à une époque récente. Il décrit un de ses tableaux représentant le mariage d'Alexandre le Grand et de Roxane. Ce tableau, selon Lucien, suscita une telle admiration lorsqu'il fut exposé aux Jeux olympiques que Proxenidas, l'un des juges, donna sa fille en mariage à l'artiste.
Échion semble avoir particulièrement excellé dans l'art de mélanger et d'étaler ses couleurs. On a communément supposé qu'il vivait au temps d'Alexandre le Grand mais les écrits de Lucien montrent clairement qu'il a dû vivre à peu près à l'époque d'Hadrien et des Antonins.
Aloys Hirt suppose qu'Aetion, nom qu'utilise Lucien pour le louer le peintre à l'origine  du mariage d'Alexandre, est une déformation d'Échion,.
Il existe également un sculpteur du même nom, mais il n’est pas certain qu’il s'agisse du même personnage.

## Postérité
Le Sodoma a fait une représentation fidèle de la description de Lucien dans une fresque de la Villa Farnesina, à Rome, Les Noces d'Alexandre et de Roxane.
Sandro Botticelli s'est également inspiré de cette ekphrasis pour peindre son Vénus et Mars (vers 1485, aujourd'hui exposé à la National Gallery), empruntant les amoretti jouant avec l'armure d'Alexandre pendant la cérémonie, deux portant sa lance et un rampant à l'intérieur de sa cuirasse.

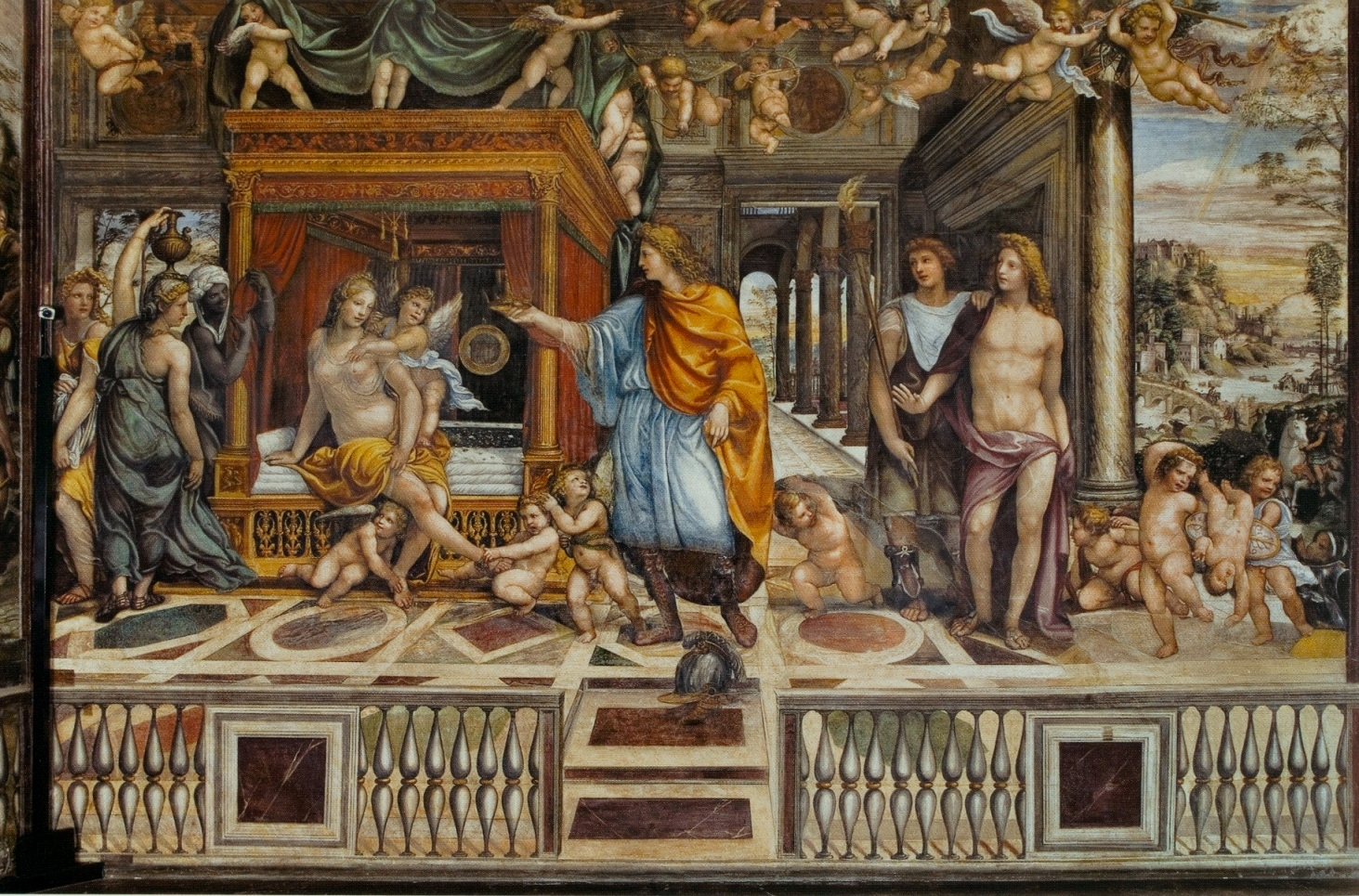
Le Sodoma, Les Noces d'Alexandre et de Roxane, fresque à la Villa Farnesina, Rome, 1519
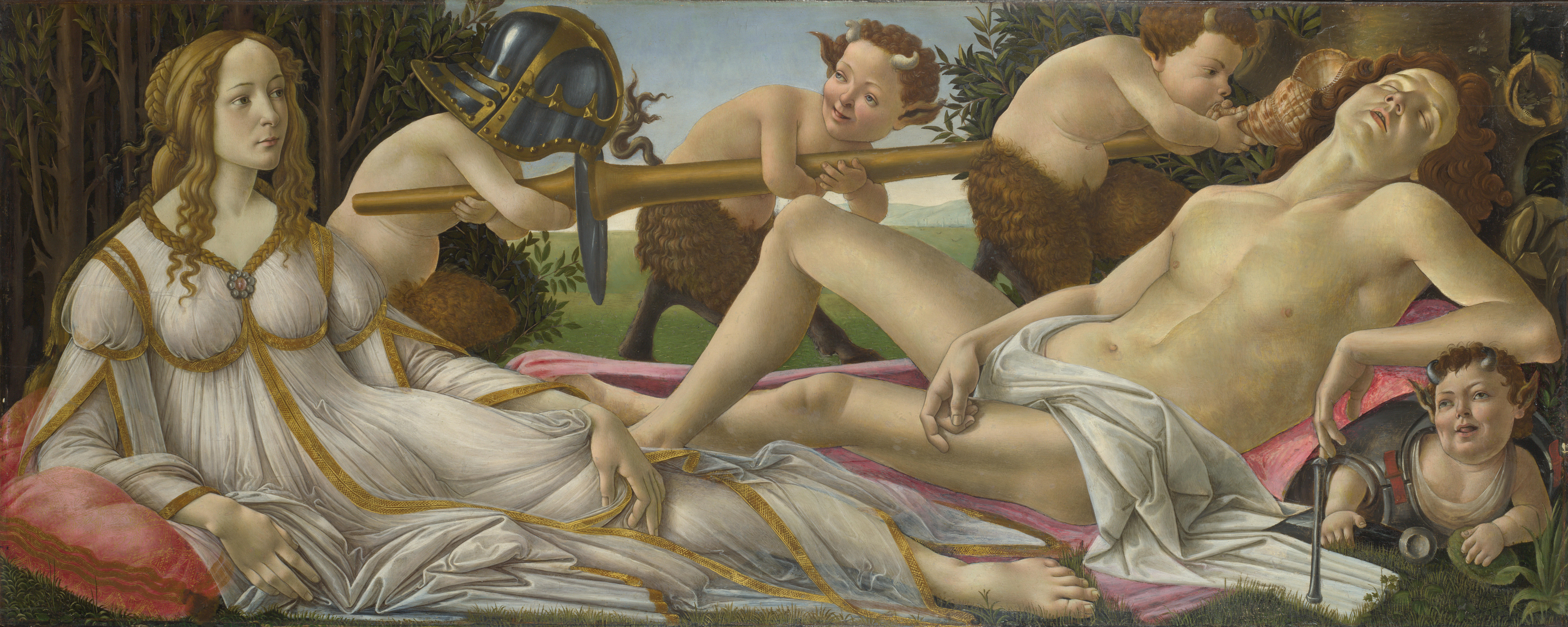
Sandro Botticelli, Vénus et Mars, c 1485. Tempera et huile sur panneau de peuplier, 69 × 173 cm[6].